# Forte Spagnolo
O Forte Spagnolo (Forte espanholo) localiza-se na cidade de Áquila, província de L'Aquila, na região de Abruzos, na Itália.

## História
Foi erguido a partir de 1534 ou 1567 com projecto do engenheiro militar Pedro Luis Escrivà por determinação de Carlos I de Espanha, rei do Reino de Nápoles.
Actualmente o forte é utilizado como museu e para iniciativas culturais.

## Características
O forte apresenta planta quadrada com baluartes defensivos nos extremos que completam a forma estrelada. 
Um fosso defensivo rodeia o o forte, salvado por uma ponte que permite o acesso a porta principal.